# Церковь Успения Божией Матери и Святого Иосифа (Варшава)
Церковь Успения Божией Матери и Святого Иосифа (пол. Kościół Wniebowzięcia NMP i Św. Józefa Oblubieńca), или «церковь кармелитов» (пол. Kościół Karmelitów) — церковь в архиепархии Варшавы Римско-католической церкви в столице Польши. Храм расположен в историческом центре Варшавы в Краковском предместье. Это одна из самых известных церквей города в стиле барокко с элементами в стиле рококо и классицизма. В настоящее время является церковью высшей митрополичьей семинарии в Варшаве.

## История
В 1643 году в Варшаве для монахов-босых кармелитов на средства Албрыхта Весселя, народного хорунжего и старосты рожанского и маковецкого, при поддержке короля Яна Казимира была построена деревянная церковь. Она была уничтожена протестантами — шведами и немцами — во время оккупации Варшавы в 1650 году.
В 1661 году строительство новой церкви получило благословение примаса Польши, кардинала Михала Стефана Радзеёвского, который также построил в Варшаве церковь Святого Креста. Храм был возведён в 1692—1701 годах по проектам архитекторов Константино Тенкаллы, Джузеппе Симоне Беллотти и Тильмана ван Гамерена.
Основные строительные работы были завершены к концу XVII века. Единственное исключение — фасад построенный в 1761 году архитектором Эфраимом Шрёгером по заказу Кароля Станислава Радзивилла.
В первой трети XIX века в церкви кармелитов польский композитор Фридерик Шопен дал свой первый сольный концерт на органе. В 1864 году, после подавления Январского восстания, правительство Российской империи ликвидировало монастырь босых кармелитов за антиправительственные действия во время смуты. Здания упразднённого монастыря, включая храм, были переданы в ведение Варшавской архиепархиальной семинарии, а монахи-кармелиты продолжили служить в церкви, в качестве священников семинарии.
Во время Второй мировой войны церковь была спасена от умышленного уничтожения отступавшими нацистами. До реконструкции Собора Иоанна Крестителя здесь находилась кафедра архиепископа Варшавы.

## Описание
Храм представляет собой латинский крест с главным и двумя боковыми нефами. Фасад церкви выдержан в стиле барокко с элементами классицизма, типичными в правление короля Станислава Августа Понятовского, с колоннами на усечённом карнизе.
Над главным порталом, с резным орнаментом из черного и зеленоватого мрамора, в картуше помещён герб рода князей Радзивиллов. По бокам над фасадом две колокольни в форме кадил. В 2000 году на них установили новые колокола. На том же уровне находятся ниши со статуями Святой Терезы из Авилы и Святого Илии Пророка. Верх ниш украшают скульптурные группы «Любовь» — мать с ребенком и ангелами и «Надежда» — женщина с якорем и ангелами. Между ними в центре фасада Папская эмблема. Верх фасада увенчан медной сферой с размещённой на ней позолоченной хостией — символом веры.
Интерьер церкви выдержан в стиле позднего барокко с элементами рококо. На стенах храма картины Шимона Чеховича, живописца XVIII века. Полотна польского художника Францишека Смуглевича украшают главный алтарь, как и скульптуры Иоганна Георга Плерша, перенесённые из церкви доминиканцев в Варшаве. Позолоченный потолок украшен великолепной лепниной.
В боковых нефах находятся 10 малых алтарей (по 5 с каждой стороны), один из которых освящён в честь Богоматери Подательницы Доброй Смерти. В нём находится икона Божией Матери с Украины, дарованная храму королём Яном Казимиром в 1664 году.